# Reverdin-Nadel
Die Reverdin-Nadel ist ein chirurgisches Instrument, mit dem man Haut oder festes Gewebe durchstechen kann. Die Reverdin-Nadel ist eine gestielte atraumatische Nadel mit spitzennahem Schlitz für die Fadenaufnahme und Längskehlung. Sie wurde von Jaques-Louis Reverdin erfunden.